# 泉州公交K507路
泉州公交K507路是中华人民共和国泉州市境内的一条公共交通线路，全程35.3公里，起讫点为49.4至福厦铁路泉州站。运营时间为福厦高铁泉州东站：6:00-18:30；福厦铁路泉州站：7:10-20:00

## 历史
- 2021年4月12日，泉州市交通局批复泉州公交集团关于新增K507路的申请[1]
- 2021年5月8日，泉州市发改委发布征求K507路票价意见。[2]
- 2021年6月2日，市发改委正式批复K507路票价，全程¥4.0/人[3]
- 2021年6月24日，泉州公交集团发布开通K507路的通知。[4]
- 2021年6月29日，K507路正式开通。初期运营区间为下宫村-福厦铁路泉州站，初期运营时间为下宫村：6:20-17:20、福厦铁路泉州站：8:00-19:05。初期票价为分段计价¥4.0，使用车辆为自703路、706路、707路、711路等退下的16部中车时代TEG6851BEV09型空调电动巴士及K15路抽调而来的2部恒通CKZ6851HNA5型LNG空调公交车。[5]
- 2021年9月13日，应台商区疫情应急指挥部要求。自当日16:30起，K507路暂停运营至9月30日。[6]
- 2021年10月1日，K507路自该日起恢复运营。同日起，受杏秀路改造影响，K507路取消途径杏秀路台投区管委会段。改为途径东西大道、滨湖东路、滨湖南路至仑前村后原线行驶[7]
- 2021年12月1日，K507路全线更换为20部福田BJ6851EVCA-31型空调电动巴士。原配14部TEG6851BEV09退至K508路，6部TEG6851BEV09退至K19路，2部CKZ6851HNA5改为机动车辆。运营时间调整为下宫村6:20-17:40、福厦铁路泉州站7:20-19:30。并恢复停靠台投区管委会站。[8][9]
- 2022年2月13日，自该日起K507路双向增停阳新街中段站，火车站首班提前至7:15发车。[10]
- 2022年3月15日，因疫情防控工作需要，K507路自该日起暂停运营至4月19日。[11]
- 2022年4月20日，K507路恢复运营。[12]
- 2022年5月27日，K507路再次延长运营时间。下宫村末班由17:40延长至18:00，火车站末班由19:30延长至20:00发车，其它不变。
- 2022年6月，因K503路载客测试需要，K507路划拨两部BJ6851EVCA-31至K503路，K507路配车数降为18部。
- 2022年8月5日，K507路自该日起增停学堂北街口站。[13]
- 2022年11月9日，K507路全线更换为22部福田BJ6805EVCA-33型空调电动巴士，原配18部BJ6851EVCA-31划转至K503路[14]
- 2022年12月21日，受万虹路拓宽改造影响，K507路自该日起临时取消途径前洋社区站，改为途径朋虹街、阳明路至阳新街中段后原线行驶，其他不变。
- 2023年2月8日，K507路恢复途径前洋社区站，取消途径阳明路。[15]
- 2023年9月25日，自该日起K507路单向增停站前广场站。[16]。
- 2023年9月27日，因710路恢复运营需要。K507路自该日起每日抽调1部运营车辆至710路运行。
- 2023年11月17日，自该日起K507路增加途径东西大道、海山大道、东纬一路、福厦高铁泉州东站，里程数由45.5公里增加至52.5公里[17]
- 2024年6月1日，因优化调整。自该日起K507路取消途径东西大道、海山大道、东纬一路、福厦高铁泉州东站、下宫村首末站。并改为经由兴业街、海灵大道、滨湖南路延伸至后见村始发终到。里程数由52.5降为49.4公里，其它不变。[18]
- 2025年4月1日，因优化调整，K507路自起取消途径后见村、海灵大道、兴业街、滨湖南路、杏秀路台投区管委会至执法大队路段，改为途径凤仑街至福厦高铁泉州东站始发终到。运营时间调整为福厦高铁泉州东站6:00-18:30、福厦铁路泉州站7:10-20:00。里程数由49.4公里降为35.3公里，其它不变。[19]

## 站点
| 路线 | 路线 | 路线 | 所在地区、街道 | 所在地区、街道               | 站点名             | 备注          |
| ---- | ---- | ---- | -------------- | ---------------------------- | ------------------ | ------------- |
|      |      |      | 台投区         | 凤仑街 原 东纬一路           | 福厦高铁泉州东站   | 起讫站        |
|      |      |      | 台投区         | 凤仑街 原 东纬一路           | 东纬一路中段       |               |
|      |      |      | 台投区         | 凤仑街 原 东纬一路           | 玉坂村口           |               |
|      |      |      | 台投区         | 杏秀路                       | 锦厝村             |               |
|      |      |      | 台投区         | 杏秀路                       | 大西张村口         | ↓             |
|      |      |      | 台投区         | 杏秀路                       | 杏田村             | 分段点        |
|      |      |      | 台投区         | 洛阳大道 324国道             | 泉州市委党校       |               |
|      |      |      | 台投区         | 洛阳大道 324国道             | 下曾               | 森美          |
|      |      |      | 台投区         | 洛阳大道 324国道             | 白沙路口           |               |
|      |      |      | 台投区         | 洛阳大道 324国道             | 华光学院           | 原名 洛阳屿头 |
|      |      |      | 台投区         | 洛阳大道 324国道             | 洛阳三角牌         |               |
|      |      |      | 台投区         | 洛阳大道 324国道             | 洛阳交警中队       |               |
|      |      |      | 洛江区         | 万发街                       | 洛阳桥             | 桥南 分段点   |
|      |      |      | 洛江区         | 安泰路                       | 万安农贸市场       |               |
|      |      |      | 洛江区         | 安达路                       | 万源花苑           |               |
|      |      |      | 洛江区         | 万荣街                       | 洛江区政府         |               |
|      |      |      | 洛江区         | 安吉路                       | 吉源小区           |               |
|      |      |      | 洛江区         | 万虹路                       | 万虹路口           |               |
|      |      |      | 洛江区         | 万虹路                       | 洛江外国语学校     | 原名 塘西     |
|      |      |      | 洛江区         | 万虹路                       | 洛江消防大队       |               |
|      |      |      | 洛江区         | 万虹路                       | 塘西社区           |               |
|      |      |      | 洛江区         | 万虹路                       | 新南路口           | 原名 万鸿医院 |
|      |      |      | 洛江区         | 万虹路                       | 南山社区           |               |
|      |      |      | 洛江区         | 万虹路                       | 南山               |               |
|      |      |      | 洛江区         | 万虹路                       | 新田               |               |
|      |      |      | 洛江区         | 万虹路                       | 洛江区公共文化中心 |               |
|      |      |      | 洛江区         | 万虹路                       | 南方科技学校       | 原名 莲村     |
|      |      |      | 洛江区         | 阳新街                       | 前洋社区           |               |
|      |      |      | 洛江区         | 阳新街                       | 阳新街中段         |               |
|      |      |      | 洛江区         | 阳光南路                     | 双阳街道办事处     | 分段点        |
|      |      |      | 洛江区         | 朋虹街                       | 山兜               |               |
|      |      |      | 丰泽区         | 联丰大街 （原 站前东西大道） | 群峰社区           |               |
|      |      |      | 丰泽区         | 联丰大街 （原 站前东西大道） | 正骨医院北峰院区   | ↓             |
|      |      |      | 丰泽区         | 联丰大街 （原 站前东西大道） | 站前广场           | ↓             |
|      |      |      | 丰泽区         | 联丰大街 （原 站前东西大道） | 福厦铁路泉州站     | 起讫站        |

## 票价
K507路为分段计价，全程¥4.0。其中：
- 福厦高铁泉州东站至杏田村：1元/人
- 杏田村至洛阳桥：1元/人
- 洛阳桥至双阳街道办事处：1元/人
- 双阳街道办事处至福厦铁路泉州站：1元/人
- 泉通卡普通卡9折，月票卡优惠无效，敬老卡、爱心卡有效。
- 可使用泉城通APP及支付宝、云闪付、微信乘车码支付

## 配车
K507路配车数总计22部，其中：
- 福田BJ6805EVCA-33 22部

- 中车时代TEG6851BEV09
（2021.6 - 2021.11）
- 福田BJ6851EVCA-31
（2021.12 - 2022.11）
- 福田BJ6805EVCA-33
（2022.11 - ）

## 相关
- 泉州公交线路列表